# Kravljak (biljni rod)
Kravljak (lat. Carlina), biljni rod iz porodice glavočika kojemu pripada 35 priznata vrsta dvogodišnjih biljaka i trajnica. 
Rod kravljak kojega u Hrvatskoj zastupa oko 16 vrsta i podvrsta, poznat je po tome što se pred pojavu kiše veliki cvjetovi ove biljke zatvaraju, kako bi zaštitile pelud, dok su po sunčanom vremenu cvjetovi otvoreni. 
Stabljika velikog kravljaka je niska, često polegnuta, cvjetne glavice su velike i zvjezdaste. Listovi su bodljikavi i perasto iscjepkani, dugi do 30 cm i skupljeni u prizemnoj rozeti. Cvjetovi su dvospolni i cjevasti, skupljeni u cvjetne glavice, a latice su bijele. Cvate u kolovozu i rujnu.
Kravljak voli suha i sunčana mjesta, pa je čest po pašnjacima i livadama srednje i južne Europe.
Latinsko ime Carlina dolazi po Karlu Velikom (742 – 814) koji ju je koristio kao lijek protiv kuge kod svoje vojske. Mladi listovi i cvjetne glavice su jestivi.
Riječki kravljak (C. frigida subsp. fiumensis (Simonk.) Meusel & Kästner), podvrsta je hladnog kravljaka.

## Vrste
1. Carlina acanthifolia All.; primogolisni kravljak
2. Carlina acaulis L.; vrijemekaz
3. Carlina atlantica Pomel
4. Carlina balfouris Sennen
5. Carlina barnebiana B.L.Burtt & P.H.Davis
6. Carlina biebersteinii Bernh. ex Hornem.
7. Carlina brachylepis (Batt.) Meusel & Kästner
8. Carlina canariensis Pit.
9. Carlina comosa (Spreng.) Greuter
10. Carlina corymbosa L.;  vršikasti kravljak
11. Carlina curetum Heldr. ex Heldr.
12. Carlina diae (Rech.f.) Meusel & Kästner
13. Carlina frigida Boiss. & Heldr.; hladni kravljak
14. Carlina graeca Heldr. & Sart.
15. Carlina guittonneaui Dobignard
16. Carlina gummifera (L.) Less.
17. Carlina hispanica Lam.
18. Carlina involucrata Poir.
19. Carlina kurdica Meusel & Kästner
20. Carlina lanata L.; vunenasti kravljak
21. Carlina libanotica Boiss.
22. Carlina macrocephala Moris
23. Carlina macrophylla (Desf.) DC.
24. Carlina nebrodensis Guss. ex DC.
25. Carlina oligocephala Boiss. & Kotschy
26. Carlina pygmaea (Post) Holmboe
27. Carlina racemosa L.
28. Carlina salicifolia (L.f.) Cav.
29. Carlina sicula Ten.
30. Carlina sitiensis Rech.f.
31. Carlina tragacanthifolia Klatt
32. Carlina vayredrae Gaut.
33. Carlina vulgaris L.; obični kravljak
34. Carlina xeranthemoides L.f.